# Artório
Artório (em latim: Artorius) foi uma família romana. Seus membros eram aparentemente nativos de Campânia, e outros membros apareceram em Dalmácia, em África, em Gália. Marco (Marcus), Caio (Gaius) e Lúcio (Lucius) eram os três nomes usados pelos homens da família. Para muitos o Rei Artur provém dessa família.
Os seus membros incluíram: 
- Lúcio Artório Casto, o mais famoso membro, um general da cavalaria romana, alguns pensam que Artório pode ser o histórico rei Artur. O nome inglês Arthur é frequentemente traduzido para o latim como Artorius ou alguma variante (Artorus, Arturus, etc).
- Marco Artório, um escritor que vivia em Pompeia no tempo da famosa erupção.